# جائزة ريبا

الميدالية الملكية الذهبية للريبا

جائزة ريبا أو الميدالية الذهبية الملكية للهندسة المعمارية (بالإنجليزية: RIBA Royal Gold Medal) وتُمنح سنويًا من قبل المعهد الملكي للمهندسين المعماريين البريطانيين نيابة عن ملكة بريطانيا، في الاعتراف للفرد أو المجموعة بالمساهمة الكبيرة في مجال الهندسة المعمارية العالمية. وهي من أقدم الجوائز المعمارية العالمية
وكان أول الفائزين بها في عام 1848 لتشارلز روبرت كوكيريل ويشمل الفائزين بها العديد من المعروفين من معظم المهندسين المعماريين في القرنين التاسع عشر والعشرين، بما في ذلك السير جلبرت سكوت جيلز (1925)، فرانك لويد رايت (1941) ولوكوربوزييه (1953).
وفي عام 1992، المهندس الإنشائي بيتر رايز الأيرلندي أصبح الثاني في الحصول على الجائزة من المهندسين المدنيين؛ وكانت الأولى أوف أروب في عام 1966. وكان آخر استثناء ملحوظ لعام 1999 على جائزة مدينة برشلونة.
الجائزة تمنح لمجمل الأعمال، وليس من اجل مبنى واحد أو لمهندس معماري رائج حاليًا.

## قائمة الفائزين
- 2016 زها حديد, UK/Iraq[2]
- 2015 O'Donnell & Tuomey، جزيرة أيرلندا
- 2014 Joseph Rykwert, UK[3]
- 2013 بيتر زومثور, Switzerland
- 2012 هيرمان هيرتزبرغر, Netherlands
- 2011 في العمارة  [لغات أخرى]‏ دافيد تشيبرفيلد, UK
- 2010 آي إم بي, China/U.S.
- 2009 ألفارو سيزا, Portugal
- 2008 في العمارة  [لغات أخرى]‏ Edward Cullinan, UK
- 2007 هيرتسوغ ودي مورون, Switzerland[4]
- 2006 تويو إيتو, Japan[5]
- 2005 فراي أوتو, Germany
- 2004 ريم كولهاس, Netherlands
- 2003 رافاييل مونيو, Spain
- 2002 Archigram, UK
- 2001 جان نوفيل, France
- 2000 فرانك جيري, U.S.
- 1999 City of برشلونة, Spain
- 1998 أوسكار نيماير, Brazil
- 1997 تاداو أندو, Japan
- 1996 هاري سيدلر, Austria/Australia
- 1995 Colin Rowe, UK/U.S.
- 1994 ميخائيل هوبكينز and باتي هوبكينز
- 1993 جيانكارلو دي كارلو, Italy
- 1992 بيتر رايس, Ireland
- 1991 كولن ستانسفيلد سميث
- 1990 ألدو فان إيك
- 1989 رينزو بيانو, Italy
- 1988 ريتشارد ماير
- 1987 رالف إريسكن
- 1986 اراتا ايسوزاكي, Japan
- 1985 ريتشارد روجرز
- 1984 تشارلز كوريا, India
- 1983 نورمان فوستر
- 1982 Berthold Lubetkin
- 1981 فيليب دوسون  [لغات أخرى]‏
- 1980 جيمس ستيرلنغ
- 1979 Charles and Ray Eames, U.S.
- 1978 يورن أوتسون, Denmark
- 1977 Sir دينيس لاسدون
- 1976 Sir John Summerson
- 1975 Michael Scott  [لغات أخرى]‏, Ireland
- 1974 Powell and Moya
- 1973 Sir Leslie Martin
- 1972 لويس كان, U.S.
- 1971 Hubert de Cronin Hastings (1902–86)
- 1970 Robert Matthew
- 1969 Jack Coia  [لغات أخرى]‏
- 1968 ريتشارد بوكمينستر فولر, U.S.
- 1967 Sir Nikolaus Pevsner
- 1966 Ove Arup
- 1965 كنزو تانغه, Japan
- 1964 Edwin Maxwell Fry
- 1963 William Holford, Baron Holford
- 1962 Sven Markelius, Sweden
- 1961 لويس ممفورد, U.S.
- 1960 بيير لويجي نيرفي, Italy
- 1959 لودفيغ ميس فان دير روه, Germany/U.S.
- 1958 روبرت سكوفيلد موريس, Canada
- 1957 ألفار آلتو, Finland
- 1956 والتر غروبيوس, Germany/U.S.
- 1955 John Murray Easton (1889–1975)
- 1954 Sir آرثر جورج ستيفنسون (1890–1967)
- 1953 لو كوربوزييه, France
- 1952 George Grey Wornum
- 1951 Emanuel Vincent Harris
- 1950 إلييل سآرينن, Finland
- 1949 Sir Howard Robertson  [لغات أخرى]‏
- 1948 أوغست بيريه, France
- 1947 Sir ألبرت ريتشاردسون  [لغات أخرى]‏
- 1946 Sir Patrick Abercrombie
- 1945 Victor Vesnin, USSR
- 1944 Sir Edward Maufe
- 1943 Sir Charles Herbert Reilly
- 1942 William Curtis Green
- 1941 فرانك لويد رايت, U.S.
- 1940 تشارلز فويسي (معماري)
- 1939 Sir بيرسي توماس  [لغات أخرى]‏
- 1938 Ivar Tengbom, Sweden
- 1937 Sir Raymond Unwin
- 1936 تشارلز هولدن
- 1935 فيليم مارينوس دودوك, Netherlands
- 1934 Henry Vaughan Lanchester
- 1933 Sir Charles Reed Peers (1868–1952)
- 1932 هندريك بيتروس بيرلاخه, Netherlands
- 1931 Sir Edwin Cooper  [لغات أخرى]‏
- 1930 Percy Worthington
- 1929 Victor Laloux, France
- 1928 Sir Guy Dawber
- 1927 Sir هربرت بيكر
- 1926 راجنار أوستبيرغ, Sweden
- 1925 Sir Giles Gilbert Scott
- 1924 No award
- 1923 Sir John James Burnet
- 1922 توماس هاستينغز, U.S.
- 1921 Sir إدوين لوتينز
- 1920 Charles Girault, France
- 1919 Leonard Stokes
- 1918 Ernest Newton
- 1917 Henri Paul Nénot, France
- 1916 Sir Robert Rowand Anderson
- 1915 فرانك دارلينغ, Canada
- 1914 جان-لويس باسكال, France
- 1913 Sir Reginald Blomfield
- 1912 Basil Champneys
- 1911 فيلهلم دوربفيلد
- 1910 Sir Thomas Graham Jackson
- 1909 Sir آرثر إيفانز
- 1908 Honoré Daumet, France
- 1907 John Belcher  [لغات أخرى]‏
- 1906 Sir لورينس تديما
- 1905 Sir Aston Webb
- 1904 Auguste Choisy, France
- 1903 Charles Follen McKim, U.S.
- 1902 Thomas Edward Collcutt[6]
- 1901 No award
- 1900 Rodolfo Lanciani, Italy
- 1899 George Frederick Bodley
- 1898 George Aitchison
- 1897 بيير كاوبيرز, Netherlands
- 1896 Sir Ernest George
- 1895 James Brooks  [لغات أخرى]‏ (1825–1901)
- 1894 فريدريك لايتن
- 1893 ريتشارد موريس هنت, U.S.
- 1892 César Daly, France (1811–94)
- 1891 Sir Arthur Blomfield
- 1890 John Gibson  [لغات أخرى]‏
- 1889 Sir Charles Thomas Newton
- 1888 Baron Theophil von Hansen, Austria
- 1887 إيوان كريستيان
- 1886 تشارلز غارنييه, France
- 1885 هاينريش شليمان, Germany
- 1884 William Butterfield
- 1883 Francis Penrose
- 1882 Heinrich von Ferstel, Austria
- 1881 George Godwin
- 1880 John Loughborough Pearson
- 1879 مركيز Melchior de Vogüé  [لغات أخرى]‏, France
- 1878 ألفرد ووترهاوس
- 1877 Charles Barry  [لغات أخرى]‏
- 1876 Joseph-Louis Duc, France
- 1875 ادموند شارب
- 1874 George Edmund Street
- 1873 Thomas Henry Wyatt
- 1872 فريدريك فون شميت, Germany/Austria
- 1871 James Fergusson
- 1870 Benjamin Ferrey
- 1869 كارل ريتشارد ليبسيوس, Germany
- 1868 Sir أوستن هنري لايارد
- 1867 Charles Texier, France
- 1866 Sir Matthew Digby Wyatt
- 1865 Sir James Pennethorne
- 1864 يوجين فيوليه لو دوك, France
- 1863 أنتوني سالفين  [لغات أخرى]‏
- 1862 Rev Robert Willis  [لغات أخرى]‏
- 1861 Jean-Baptiste Lesueur, France (1794–1883)
- 1860 Sydney Smirke
- 1859 Sir جورج جيلبرت سكوت
- 1858 Friedrich August Stüler, Germany
- 1857 أوين جونز  [لغات أخرى]‏
- 1856 Sir ويليام تيت
- 1855 Jacques Ignace Hittorff, France
- 1854 فيليب هاردويك
- 1853 Sir روبرت سميرك
- 1852 ليو فون كلينزه, Germany
- 1851 توماس يفرتون دونالدسون
- 1850 Sir تشارلز باري
- 1849 Luigi Canina, Italy
- 1848 تشارلز روبرت